# Harald Andrén
Harald Efraim Andrén, född 23 september 1891 i Ulvshyttan, Silvbergs socken, död, 1964 i Orsa, var en svensk konstnär.
Han var son till bruksförvaltaren Anders Andrén och Johanna Erika Andersdotter och gift med Anna-Lena Sillén. Efter avslutade studier vid Falu läroverk studerade Andrén vid Konsthögskolan i Stockholm 1913-1918 och under studieresor till bland annat Frankrike och Italien. Han debuterade i en utställning i Stockholm tillsammans med Ewald Dahlskog 1917 och ställde tillsammans med Bertil Gatu i Härnösand 1949. Han medverkade i ett stort antal grupp och samlingsutställningar i Sverige och utomlands. Hans konst består av barnporträtt, landskapsmålningar från Dalarna och motiv från Falu gruva. Han räknades som den mest utpräglade färgromantikern inom sin generation av dalakonstnärer. Andrén är representerad vid Moderna museet[källa behövs] i Stockholm.  